# Passeig de Gràcia metróállomás
Passeig de Gràcia Spanyolországban, Barcelonában található metró- és vasútállomás.

## Metró- és vasútvonalak
Az állomást az alábbi metró- és vasútvonalak érintik:
- 2-es metróvonal
- 3-as metróvonal
- 4-es metróvonal

## Kapcsolódó állomások
Az állomáshoz az alábbi állomások vannak a legközelebb:
- Universitat (Paral·lel, 2-es metróvonal)
- Tetuan (Badalona Pompeu Fabra, 2-es metróvonal)
- Plaça de Catalunya állomás (Zona Universitària, 3-as metróvonal)
- Diagonal (Trinitat Nova, 3-as metróvonal)
- Girona (Trinitat Nova, 4-es metróvonal)
- Urquinaona (La Pau, 4-es metróvonal)

## Képek

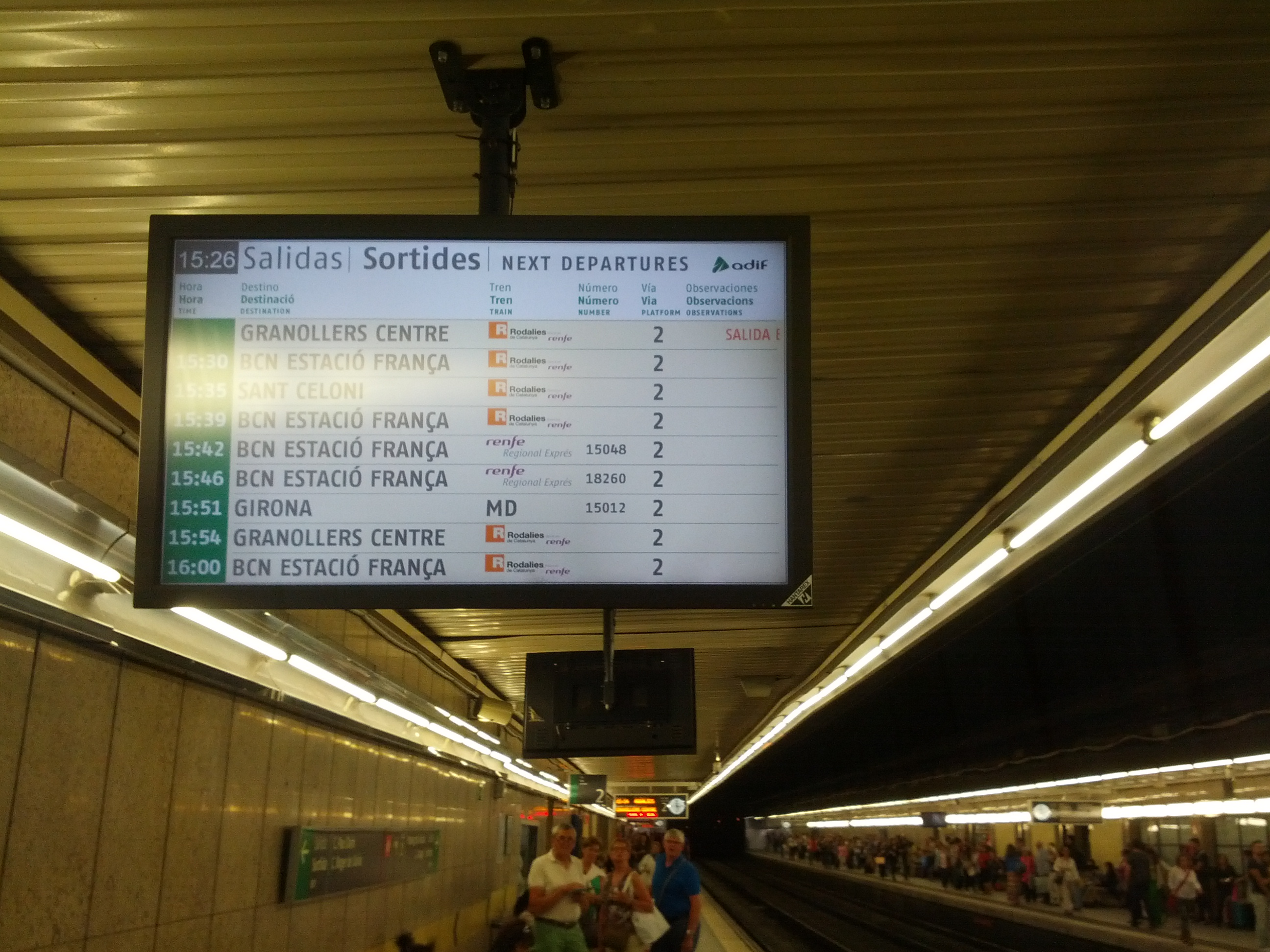
Utastájékoztató monitor
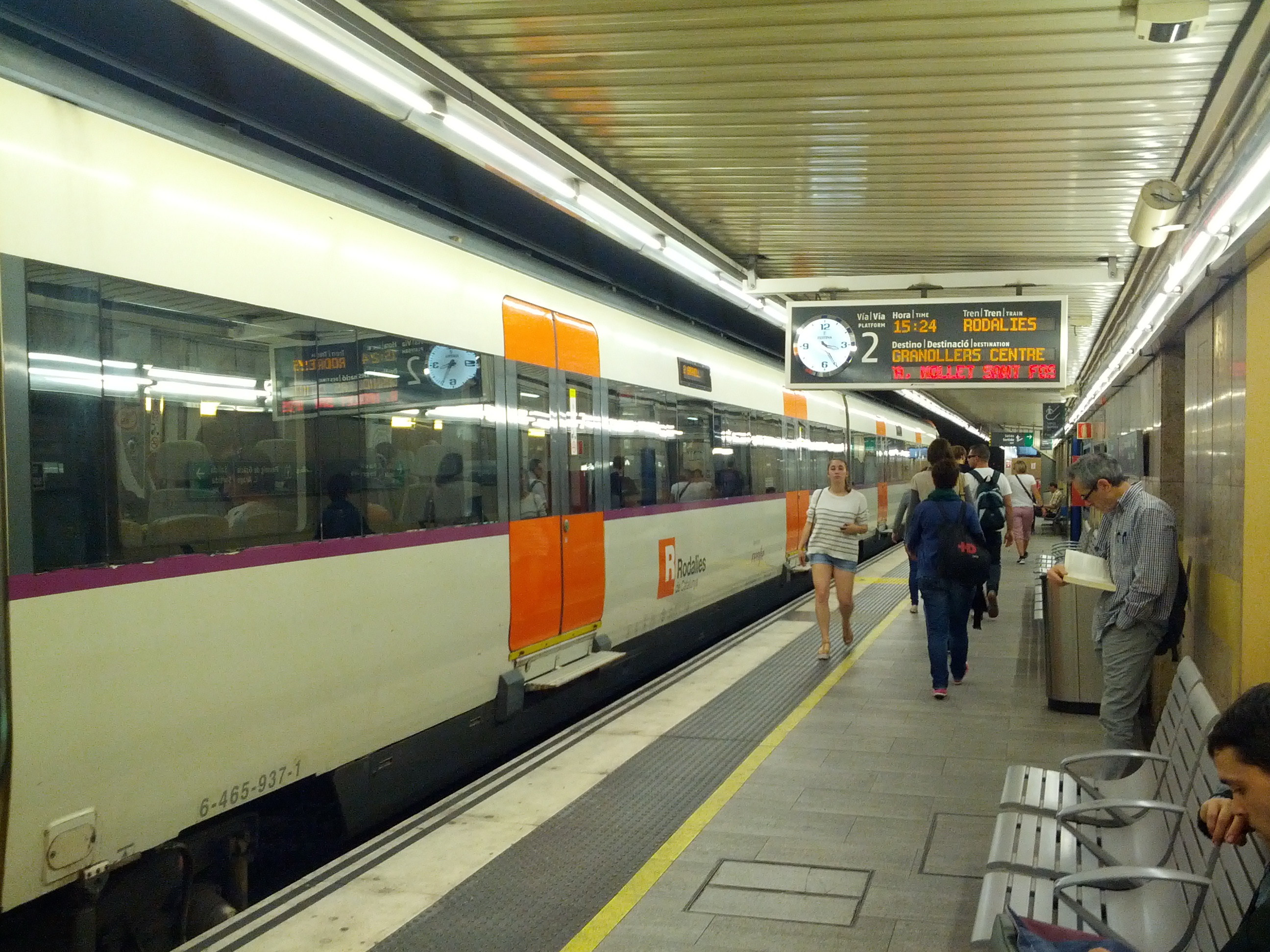
A nagyvasút peronja
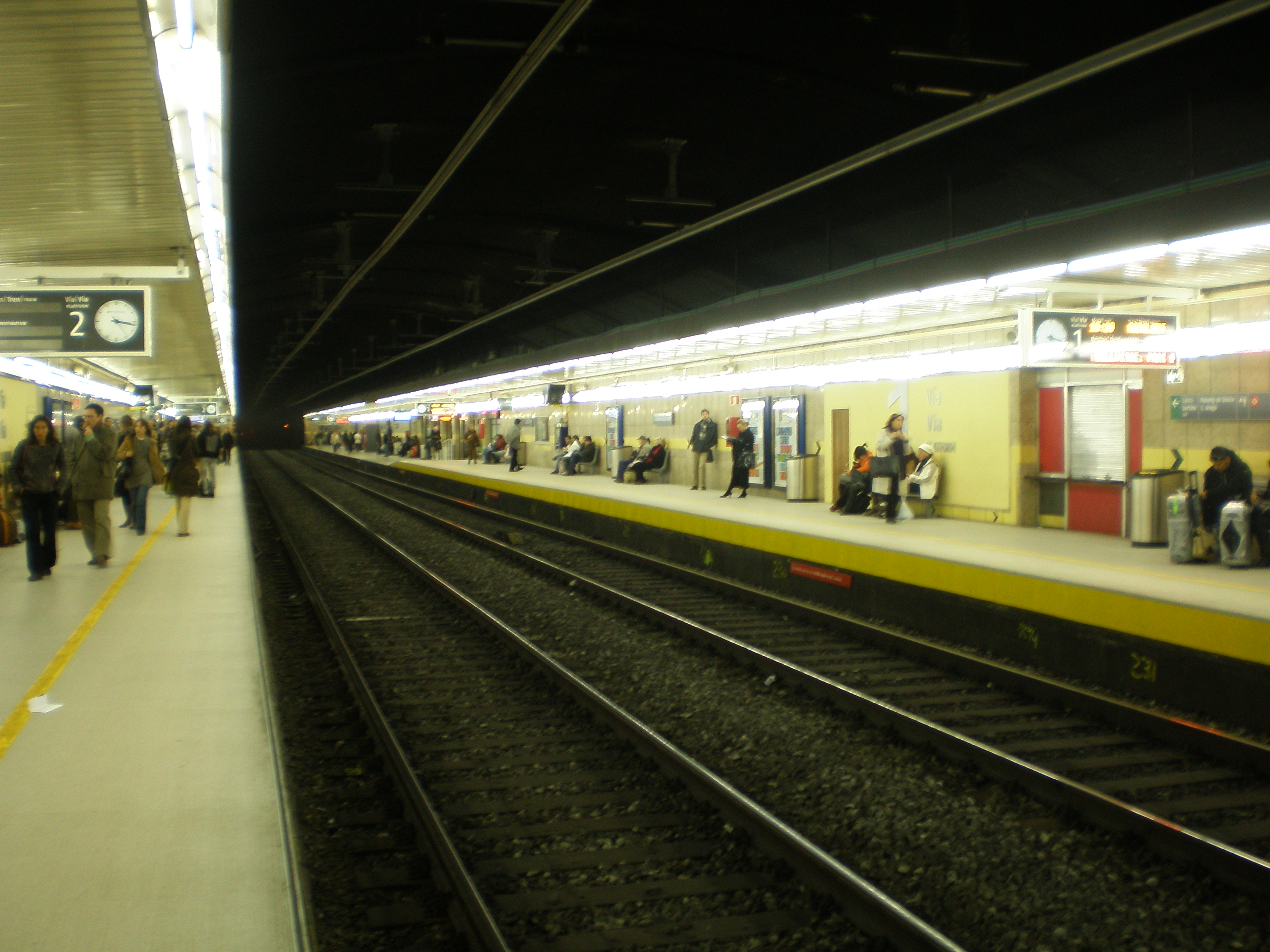
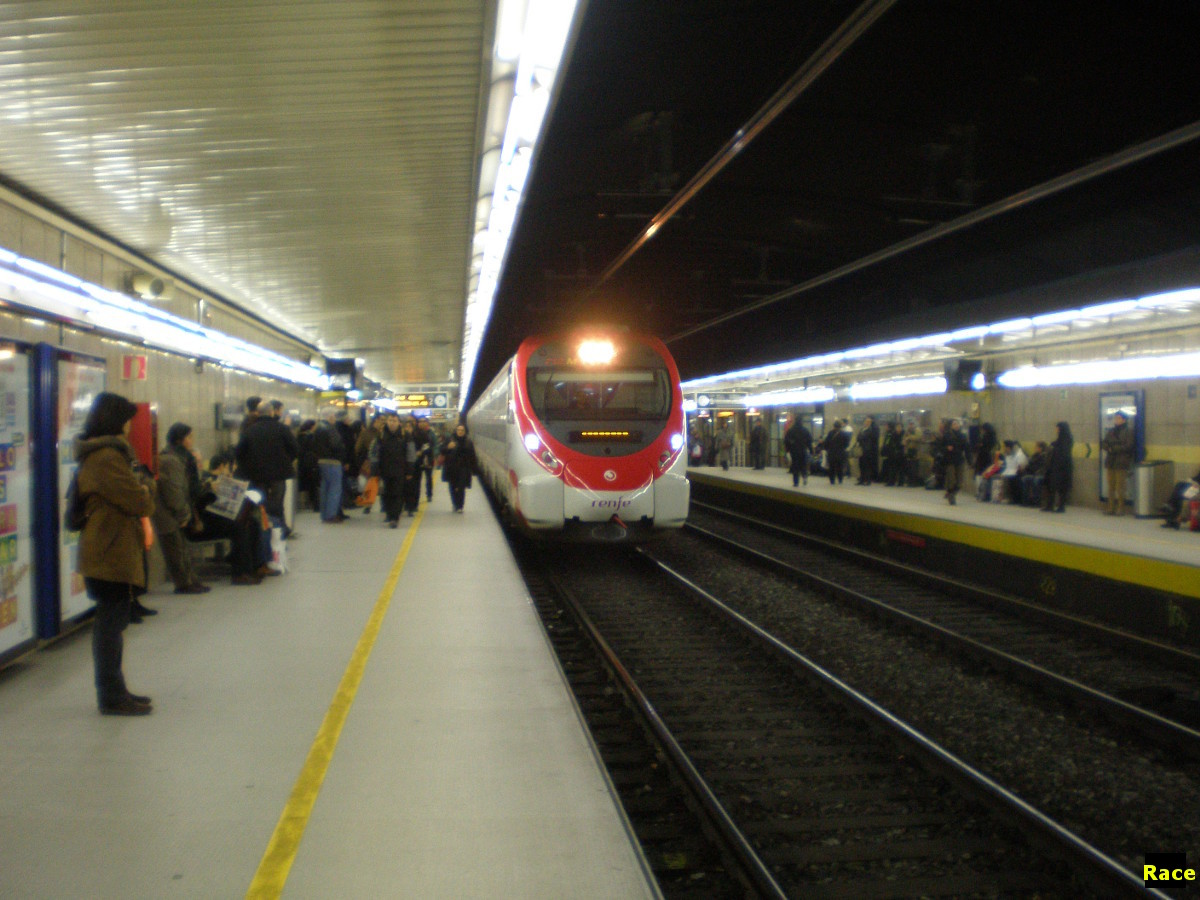
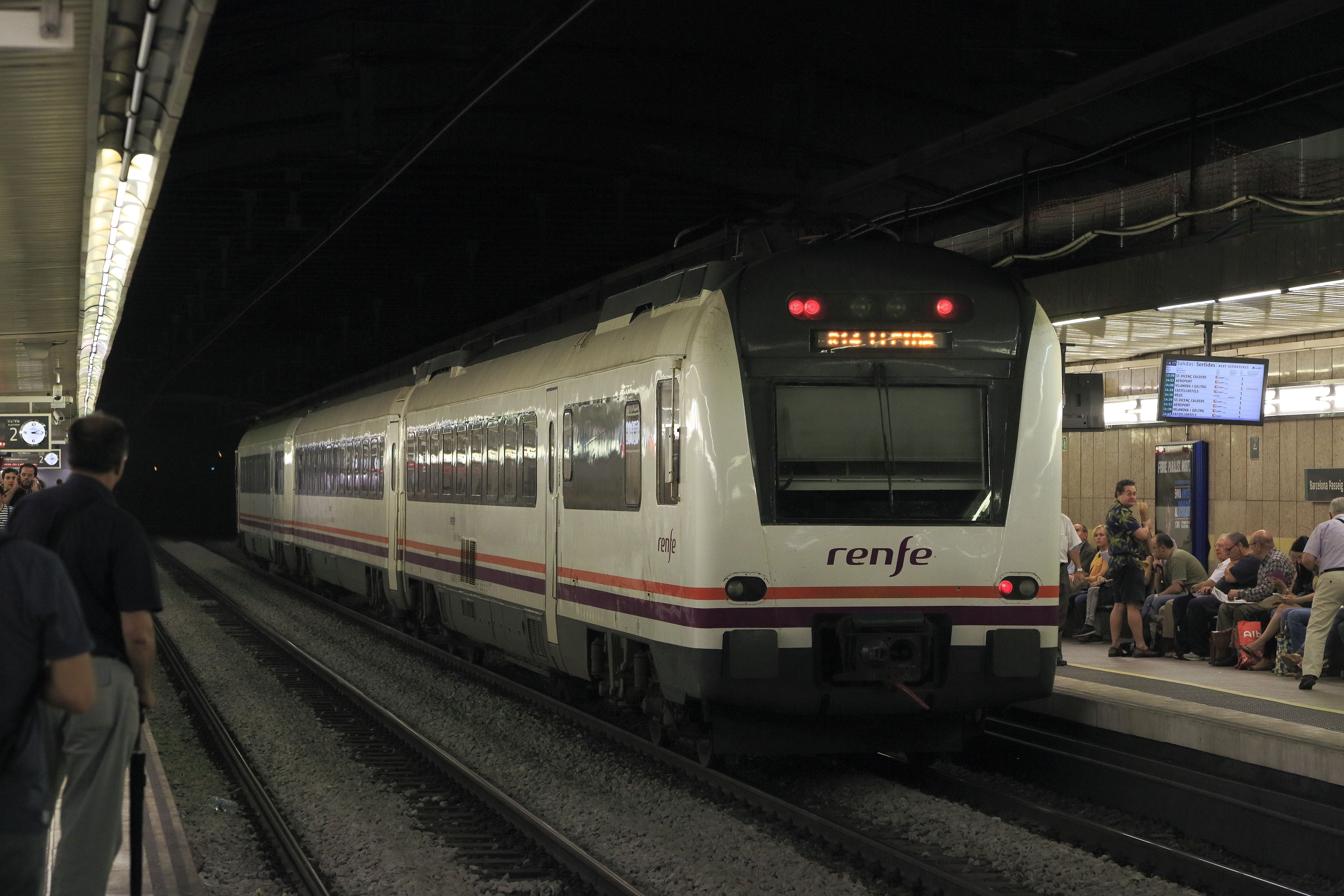
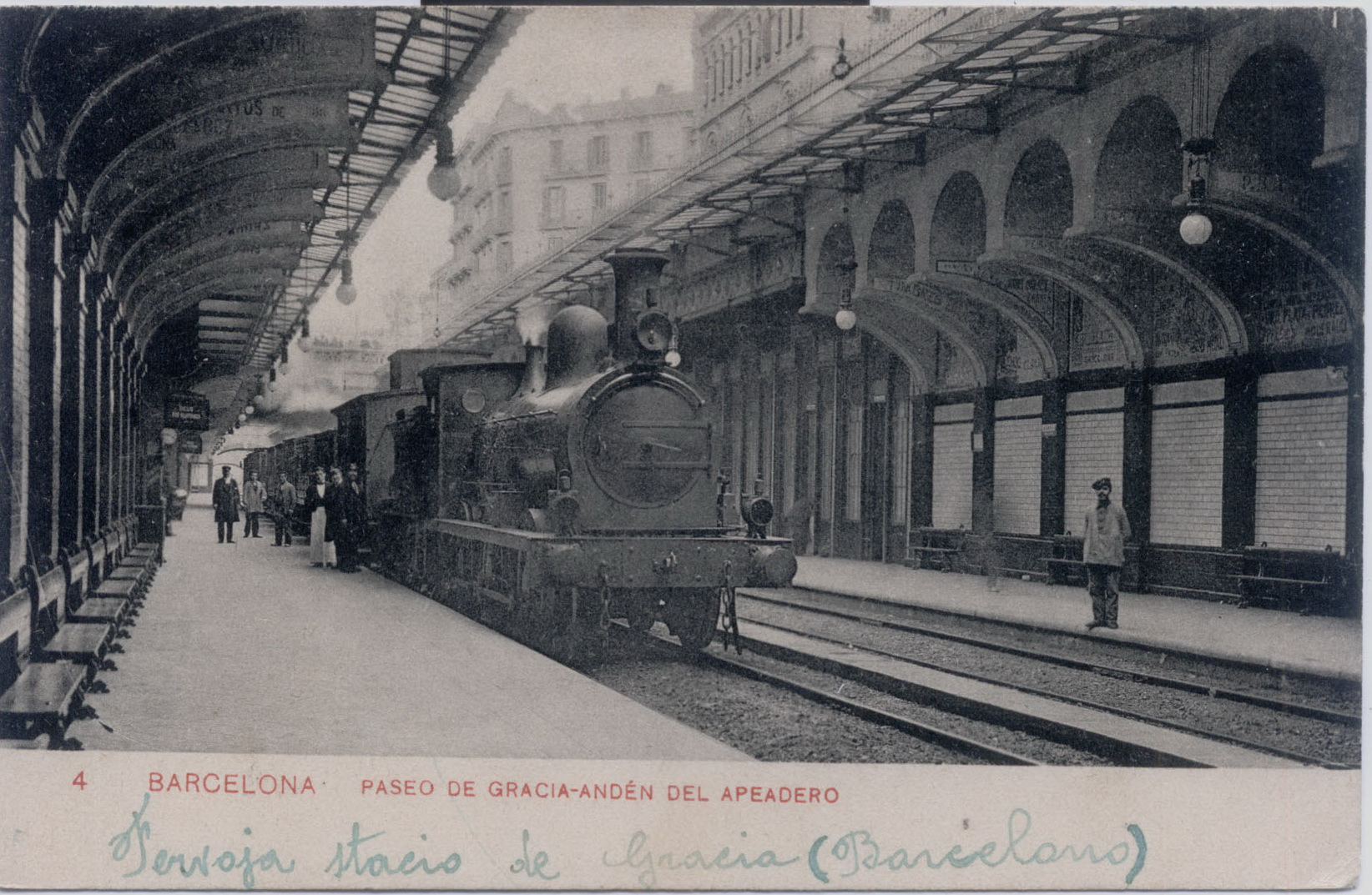
Az egykori állomás
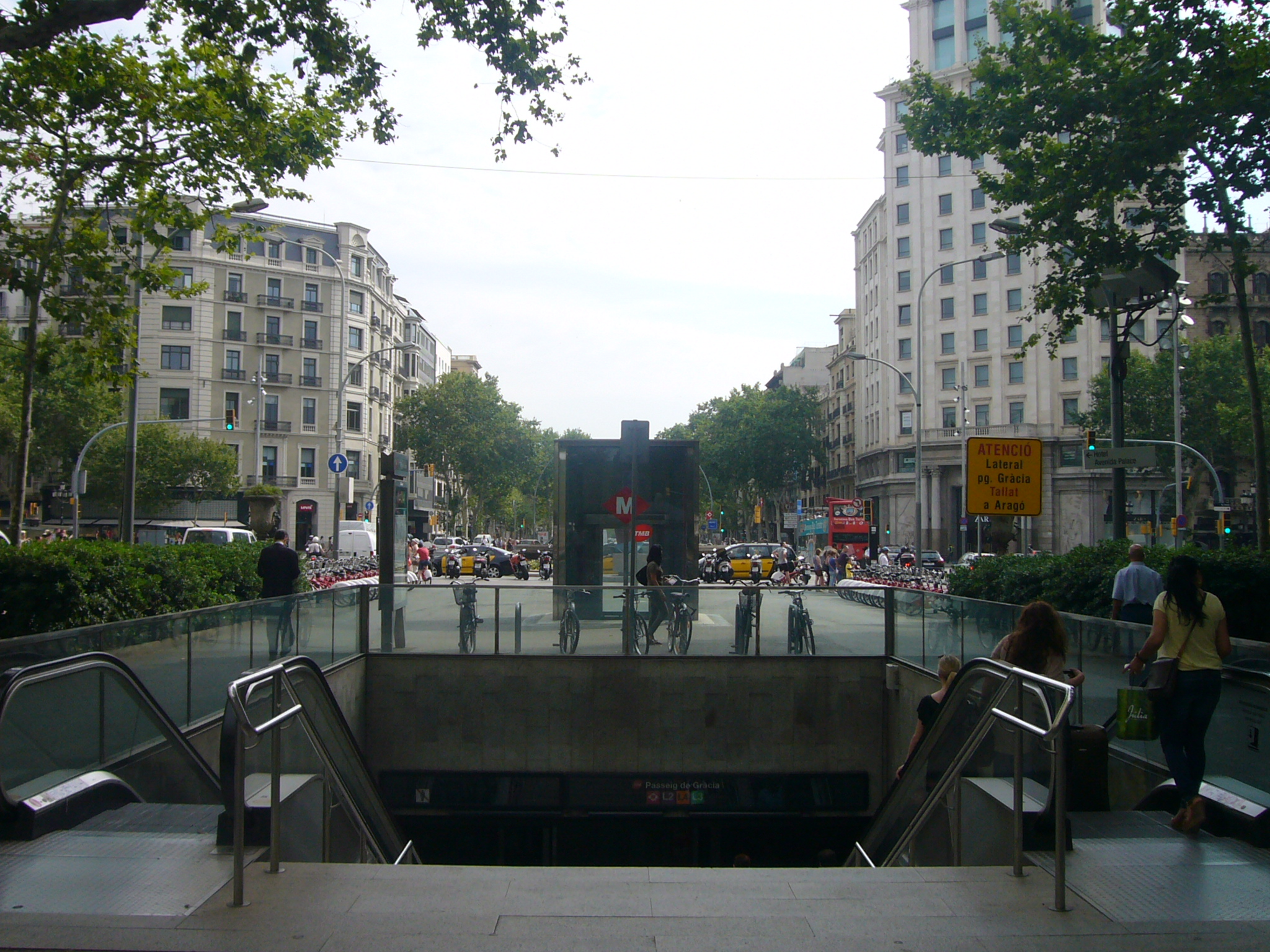
A metrólejárat
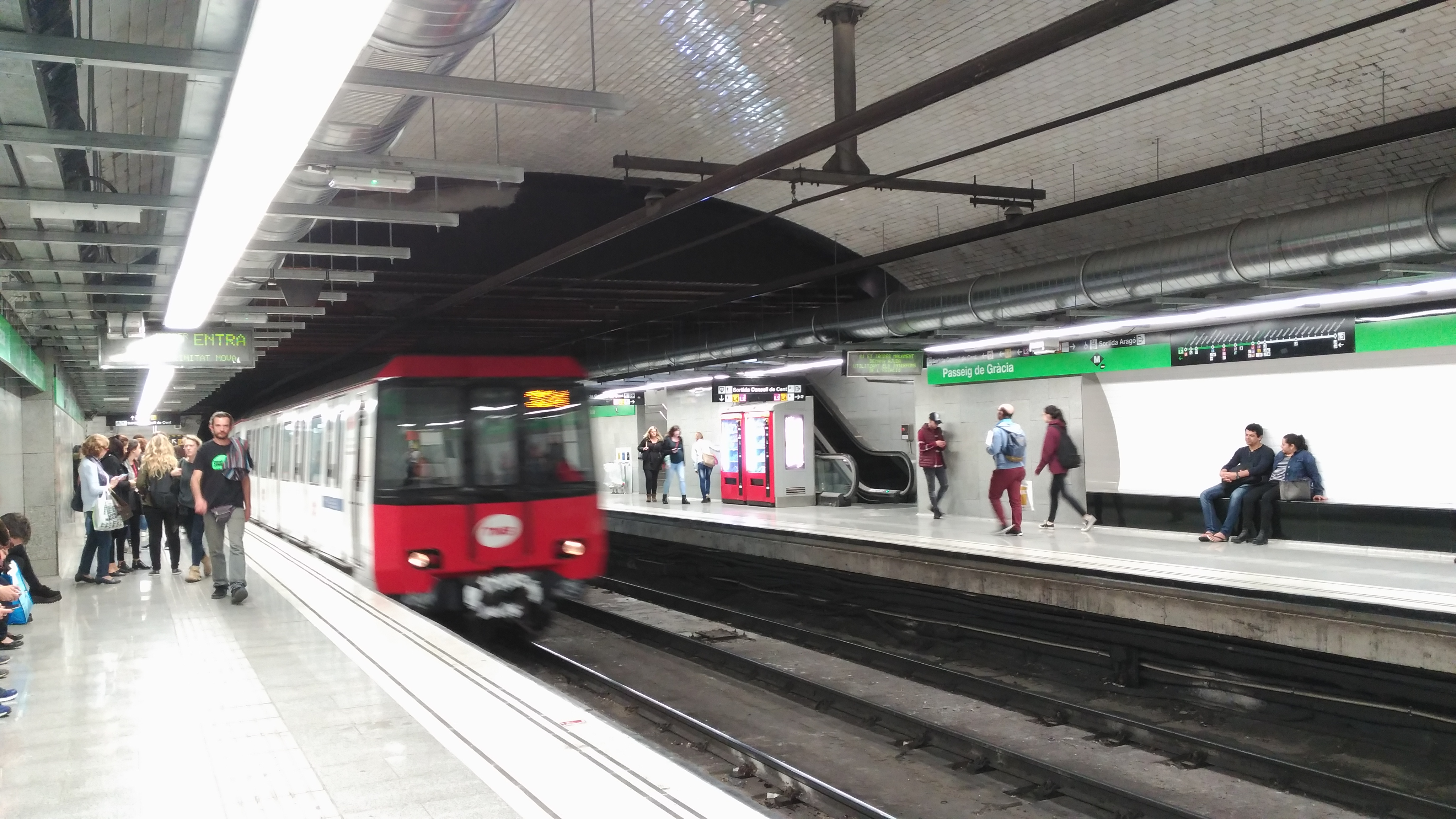
A metró peronja